# Heckhuscheiderstraße
Heckhuscheiderstraße ist ein Weiler der Ortsgemeinde Heckhuscheid im Eifelkreis Bitburg-Prüm in Rheinland-Pfalz.

## Geographische Lage
Heckhuscheiderstraße liegt rund 400 m östlich des Hauptortes Heckhuscheid auf einer Hochebene. Umgeben ist der Weiler hauptsächlich von umfangreichen landwirtschaftlichen Nutzflächen sowie mehreren kleinen Waldgebieten. Nördlich der Ansiedlung fließt der Winterspelterbach.

## Geschichte
Zur genauen Entstehungsgeschichte des Weilers liegen keine Angaben vor. Es ist anzunehmen, dass der Weiler aus dem noch heute bestehenden großen landwirtschaftlichen Betrieb hervorging.
Bekannt ist zudem der Betrieb einer Mühle am Winterspelterbach, nördlich von Heckhuscheiderstraße, um das Jahr 1886.

## Kultur und Sehenswürdigkeiten

### Wegekreuz
Im Weiler befindet sich ein Wegekreuz. Genauere Angaben hierzu liegen nicht vor.

### Naherholung
Der nächstgelegene Wanderweg ist die Runde von Heckhuscheid. Es handelt sich um einen Rundwanderweg mit einer Länge von rund 9,2 km. Highlights am Weg sind eine Gedenkstätte sowie das ausgedehnte Waldgebiet nördlich von Heckhuscheid.

## Wirtschaft und Infrastruktur

### Unternehmen
In Heckhuscheiderstraße ist ein größerer landwirtschaftlicher Betrieb ansässig. Zudem gibt es ein Architektenbüro.

### Verkehr
Es existiert eine regelmäßige Busverbindung.
Heckhuscheiderstraße liegt beidseitig der Landesstraße 1, direkt im Kreuzungsbereich dieser mit der Landesstraße 9 von Niederüttfeld in Richtung Weißenhof.